# Fairbourne
Fairbourne est un village du pays de Galles. Il est situé sur le littoral de la baie de Cardigan, au sud de l'estuaire de l'Afon Mawddach (en). Administrativement, il relève de la communauté d'Arthog, dans la région de Gwynedd. Il est entouré par le parc national de Snowdonia. Au recensement de 2011, il comptait 721 habitants.

## Histoire
Le développement du village de Fairbourne débute au milieu du XIXe siècle. Avant cette période, cette zone de prés salés et de pâturages n'abrite qu'une poignée de fermes. L'arrivée du chemin de fer dans la région attire les spéculateurs immobiliers. Vers 1865, Solomon Andrews, un entrepreneur de Cardiff, achète le promontoire de Fairbourne et fait construire plusieurs maisons, ainsi qu'une digue pour les protéger des marées. La construction du village se poursuit sous l'égide d'Arthur McDougall, l'un des fondateurs de la compagnie agroalimentaire McDougall Brothers (en), qui achète des terrains supplémentaires en 1895-1896 pour y fonder une véritable station balnéaire. L'histoire récente du village explique qu'il soit peuplé en majorité d'anglophones alors que le Gwynedd est la région du pays de Galles où le gallois est le plus parlé.
En 2013, le conseil régional du Gwynedd annonce que Fairbourne ne peut être défendu indéfiniment contre l'élévation du niveau de la mer. L'évacuation complète du village et le démantèlement de toutes ses infrastructures sont censés commencer en 2045, mais pourraient débuter plus tôt en fonction des effets du réchauffement climatique. Ces projets d'évacuation, qui ne doivent être accompagnés d'aucune compensation, suscitent une forte opposition chez les habitants de Fairbourne.

## Transports
- La gare de Fairbourne (en) est desservie par les trains de la Cambrian Line (en) qui relie Shrewsbury à Pwllheli.
- Une ligne de chemin de fer locale, la Fairbourne Railway (en), relie la gare de Fairbourne au ferry de Barmouth (en), qui permet de traverser l'estuaire de l'Afon Mawddach pour rejoindre la ville de Barmouth.